# まいぜんシスターズ
まいぜんシスターズ（Maizen Sisters）は、ぜんいちとマイッキーという2人のオリジナルキャラクターから構成される男性二人組のYouTuberである。そして、ゲーム『Minecraft』の実況動画の投稿を中心に活動している。また、同チャンネルが使用するキャラクターらも同名である。
2019年よりスーパーチャットや収益の一部を寄付する活動を行っている。
2023年よりまいぜんシスターズの「ぜんいち」が個人のチャンネルを制作、運営をしている。

## 概要
マインクラフトを使ったアニメーション、および実況プレイの動画を作成している。動画の登場キャラクター（主要人物）には、ぜんいちとマイッキーがいる。2024年に活動を自粛。その後2025年活動を再開。

## グッズ販売
東京ソラマチ
- 2020年2月1日から4月5日まで、グッズを販売するイベントが開催された。2月28日までは『MAIZEN CAFE まいぜんシスターズのバレンタイン大作戦!』という名前だったが、2月29日からの延長後は『MAIZEN CAFE 春休みもまいぜんシスターズと一緒!』に変更された。[6]

キデイランド
- 2020年6月26日から原宿店と大阪梅田店にて、コラボグッズ全20商品が販売された。[7]。2021年2月26日からキデイランドとHMV、ローソンにて、再びグッズ販売が行われた。[8]

スイーツパラダイス
- 2020年8月1日から11月1日まで、全国の店舗で『まいぜんカフェ in スイーツパラダイス』としてグッズ販売が行われた。[9]

イオン
- 2020年9月24日から10月4日まで、イオンスタイル幕張新都心にてコラボグッズが販売された。10月2日からは、全国の約100店舗で販売開始した。[10]また12月2日からは、順次グッズが再販され、取扱店舗も全国150店舗に増えた。[11]同年10月29日からも販売された。

しまむら
- 2021年2月6日から各店舗およびオンラインストアでコラボグッズが販売された[12]同年12月18日からも同様に各店舗で販売された。
- 2022年3月30日から各店舗でコラボグッズが販売。

　3月31日から同商品がオンラインストアで販売開始。
まいぜんシスターズのメンバーぜんいちの個人チャンネルが開始。
かっぱ寿司
- 2021年9月17日からプレゼントキャンペーンを実施。[13]

## その他の活動
まいぜんシスターズは、慈善活動への協力として募金を行ったことをこれまでに2回発表している。
- 2019年12月27日　日本の難病児支援と、子供の貧困対策を目的として107万2814円を日本財団へ寄付[14]。
- 2020年4月12日　『新型コロナウイルス感染症危機対応募金』に10万円～を寄付[15]。

## 著書
- 『まいぜんシスターズと学ぼう! ～1冊ですべて身につくマインクラフトプログラミング入門～』KADOKAWA、2020年7月10日発売[16]、ISBN 978-4040646381。
- 『まいぜんシスターズとマイクラを遊ぼう!』扶桑社ムック、2020年11月30日発売[17]、ISBN 978-4594616328